# Segle XXIII aC
El segle vint-i-tresè abans de Crist va començar l'1 de gener de l'any 2300 aC i finalitzà el 31 de desembre del 2201 aC. L'edat del bronze arriba al nord d'Europa mentre els pobles més avançats creen els primers grans imperis de la història.

## Política
Accad, amb Sargon d'Accad al capdavant, esdevé la potència dominant a Mesopotàmia i s'ha d'enfrontar a nombrosos enemics per mantenir la seva hegemonia, tant interns com externs (els gutis, amb l'expedició triomfant del 2218 aC). Adopta l'escriptura cuneiforme sumèria i gran part de la seva cultura.
A Corea es van unificar diverses ciutats per crear el regne de Gojoseon, un dels que més va perdurar a la regió.

## Economia i societat
Egipte va continuar les seves obres d'enginyeria per aprofitar millor l'aigua i això fer créixer la seva agricultura. D'aquesta època daten les obres al voltant del Birket Qarun, on es va eixamplar un canal per unir-lo amb el Nil i crear una zona àmplia de regadiu.
Els pobles d'Anatòlia van ocupar Grècia i es van barrejar amb la població local.

## Invencions i descobriments
Els astrònoms egipcis van consignar l'observació d'un fenomen que més endavant s'identificaria amb el Cometa Hale-Bopp.

## Art, cultura i pensament
La mitologia egípcia es va anar codificant amb relats cosmològics, que dividien el cel segons el seu país, i amb l'addició de les diverses deïtats locals al panteó general, governat per Ra, de culte creixent.

## Geologia
El 2250 aC ha estat definit oficialment com a data d'inici de l'estatge faunístic Megalaià.